# Dark Allies
Dark Allies ist ein Lied der Synthie-Pop-Band Light Asylum, das die Band 2010 veröffentlichte. Das Stück avancierte zu einem Clubhit in der schwarzen Szene und wurde zum bekanntesten Titel der Band.

## Hintergrund und Veröffentlichungen
Shannon Funchess gründete 2007 Light Asylum als Soloprojekt mit unterschiedlichen Gastmusikern. Zwei Jahre nach dem Start des Projekts und der Zusammenarbeit mit verschiedenen Musikern für gemeinsame Stücke bestritt Funchess eine Tournee als Vorgruppe für Bunny Rabbit. Auch Bruno Coviello trat im Vorprogramm auf. Schnell stellten beide fest, dass sie eine gemeinsame Leidenschaft für Vertreter des Gothic Rock, des Industrial Rock, des Synthiepop, der Electronic Body Music und des House haben. Nach ersten Versuchen, gemeinsam zu musizieren, taten sich beide als Duo unter dem von Funchess gewählten Namen zusammen. Funchess verwarf altes Songmaterial und schrieb gemeinsam mit Coviello binnen einer Woche drei Lieder, darunter Dark Allies, für die erste EP. Die EP In Tension erschien im Selbstverlag zu einer 2010 absolvierten Tournee. Das New Yorker Label Mexican Summer reagierte, nahm das Duo unter Vertrag und gab die EP 2011 als reguläre Veröffentlichung heraus und produzierte ein Musikvideo zu Dark Allies.

## Musik und Text

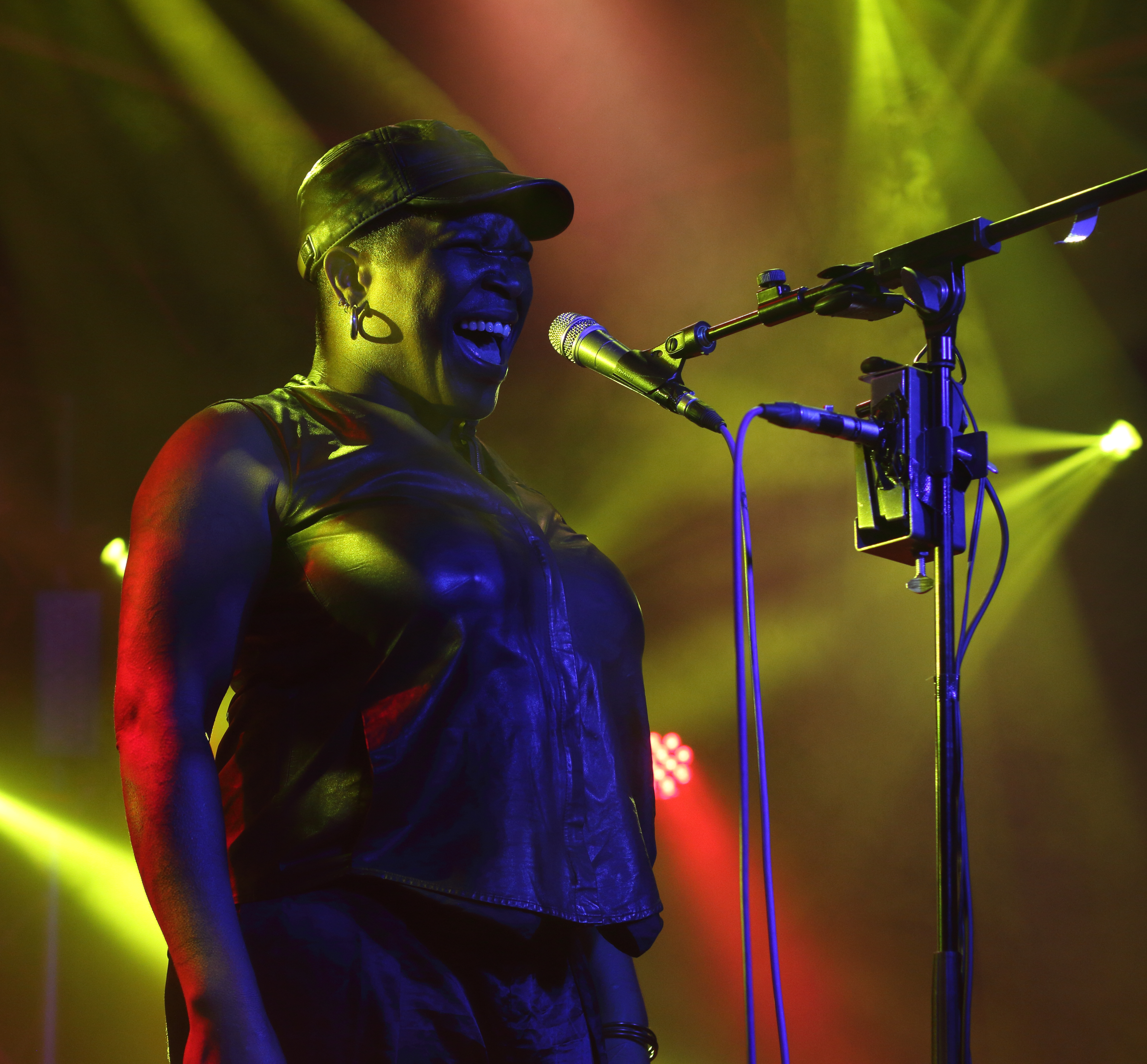
Der dynamische Gesang von Shannon Funchess, hier mit Light Asylum 2019, gilt als das markante Merkmal des Stücks

Dark Allies wurde im 4/4-Takt und im Grundton c-Moll bei einem Tempo von 140 BpM geschrieben. Das Stück gilt als enorm energiegeladen und tanzbar. Als markantes und  stärkstes Detail des Stücks wird Funchess’ tiefer Gesang hervorgehoben. So gelänge es Funchess mit ihrer Stimme Erinnerungen an „das kaltblütige Brodeln von Ian Curtis, den toten Winkel von Grace Jones und die volle Intensität von Henry Rollins in der Zeit von Damaged“ zu wecken. Gepaart mit klaren Synthie-Melodien und Soundeffekten, einer Mischung aus der Größe des Gesangs, dem seichten und knallenden Synthesizer und dem üppigen Schlagzeugspiel adaptiert das Stück Musik der 1980er-Jahre und verleiht ihr dabei „einen neuen Dreh“. Dabei wird die Reduzierung und Einfachheit von Rhythmus und Synthesizer-Spiel, aus Wiederholungen und einer sich langsam aufbauenden Dynamik als eine „zentrifugale Kraft […]  die den Punkt wirklich nach Hause hämmert“ hervorgehoben.
Der Text kombiniert religiöse Motive, insbesondere Bezogen auf Maria, mit solchen einer Heroinsucht. Der Text spielt mit Doppeldeutigkeiten und Parallelitäten von einfachen Begriffen wie „Heroin“ englisch für Heldin und als Droge ebenso wie mit Aspekten des Verhaltens von Gläubigen und Süchtigen. Dark Allies handelt so von sehnsüchtiger Liebe und ebensolchem Verlangen. Die Bereitschaft zur Selbstopferung findet mit den Worten „Nail me to the cross in the darkest alley“ im Kontrast zur Heilsbringung in einer dunklen Gasse statt. Das mehrfach zu sprechenden Gebete, „Hail Mary“ für Ave Maria, wandelt sich in dem Verlangen vom Gebet in die weltliche Bitte des dauerhaften gemeinsamen Lebensbundes „Marry Me“ für Heirate mich.

## Erfolg
Dark Allies avancierte in der Schwarzen Szene zu einem „kleinen Underground-Hit“. Rückblickend wurde das Stück als eines der besten der Schwarzen Musik insgesamt beschrieben. So nahm das Magazin Rolling Stone Dark Allies in die Liste The 50 best Goth Songs of all Time auf Platz 30 auf. Das Webzine Arctic Reviews führte Dark Allies in der Liste 100 Greatest Songs of the 2010s an 71. Stelle. Das Stück habe sich „als zeitloser Klassiker erwiesen, was vor allem an der dynamischen Stimme von Shannon Funchess“ läge, schrieb Dimitri Hakke für den Rolling Stone. Dark Allies sei ein meisterhaftes Stück dunkler Popmusik, das „auf die Vergangenheit verweist, aber in die Zukunft stürmt.“ Als „Mini-Berghain-Oper, voller religiöser Bilder und nächtlicher Paranoia“ wurde das Stück für Arctic Reviews gelobt.